# Piazza
Piazza — це система управління навчанням, яка дозволяє студентам ставити запитання у форматі форуму. Викладачі можуть модерувати дискусію, а також схвалювати правильні відповіді. Програмне забезпечення було створено Пуя Натх у 2009 році з метою пришвидшити час отримання відповідей на власні питання та створити спільне місце, де студенти могли б долучатися до дискусії поза межами аудиторії. Завдяки розгалуженій системі сповіщень та простому інтерфейсу, час відповіді на Piazza в середньому становить близько 14 хвилин. Викладачі також мають можливість дозволити студентам писати анонімно, заохочуючи до більш глибокої дискусії. Слово Piazza походить від італійського слова plaza — загальна міська площа, де люди можуть збиратися разом, щоб обмінюватися ідеями та знаннями.

## Історія
Пуя Нат створила перший прототип Piazza у 2009 році під час свого першого року навчання у Стенфордській вищій школі бізнесу . До лютого 2010 року Piazza використовували близько 600 студентів Стенфорду. У січні 2011 року Piazza відкрилася для всіх навчальних закладів, охопивши понад 330 шкіл і десятки тисяч студентів до літа того ж року
.
Хоча сервіс спочатку працював під назвою «Piazza», у червні 2011 року першу літеру «z» з назви Piazza було вилучено
.
Фінансування
- $1.5 млн оголошено 5 липня 2011 року

- $6 млн оголошено 6 січня 2012 року

- $8 млн оголошено 27 лютого 2014 року

## Сервіс
Користувачі можуть публічно (і анонімно, якщо це дозволено головним інструктором) ставити запитання, відповідати на запитання і залишати нотатки. Кожне питання пропонує колективну відповідь, до якої може долучитися будь-який користувач, а також відповідь викладача, показану безпосередньо нижче, яку можуть редагувати лише викладачі. До кожної відповіді можуть долучатися кілька студентів, як до статей у Вікіпедії, і кожна відповідь має історію версій, яка показує, що написав кожен студент. Користувачі можуть прикріплювати зовнішні файли до дописів, використовувати форматування LaTeX, переглядати історію редагувань допису, додавати додаткові запитання та отримувати сповіщення на електронну пошту про додавання нового контенту. Інтерфейс складається з динамічного списку дописів у лівій частині екрана, центральної панелі для перегляду та редагування окремих дописів, а також верхньої панелі для керування акаунтом. Згідно з даними компанії, середній час відповіді на запитання Piazza займає 14 хвилин.
Окремі класи Piazza є автономними і можуть бути заблоковані за допомогою коду доступу. Створити клас може будь-хто, але головний інструктор зберігає повний контроль над вмістом класу, а також адміністративні можливості, такі як схвалення хороших відповідей і перегляд більш детальної статистики активності в класі.
Команда Piazza базується в Пало-Альто, Каліфорнія.
У листопаді 2011 року Piazza запустила мобільні додатки для iOS та Android, які дозволяють студентам ділитися своїми ідеями та отримувати відповіді на свої запитання.